# Eublemma pulverulenta
Eublemma pulverulenta is een vlinder van de familie van de spinneruilen (Erebidae). De wetenschappelijke naam van deze soort is voor het eerst voorgesteld als Galasa pulverulenta door William Warren en Lionel Walter Rothschild in een publicatie uit 1905.
De soort komt voor in Soedan.